# Dacia Unirea Brăila
El Dacia Unirea Brăila es un club de fútbol rumano de la ciudad de Brăila, fundado en 1922. El equipo disputa sus partidos como local en el Stadionul Municipal desde su inauguración en 1974 y juega en la Liga 3.
Entre los mayores éxitos del club destaca un subcampeonato de la Copa de Rumania en la temporada 1992-93 y un sexto puesto en la temporada 1991-92 de Liga I.

## Historia
El club fue fundado en 1922 y desde entonces ha tenido diferentes nombres. Estos son Dacia Unirea Brăila (1922-1937, 1938-1940, 1946-1947, 1991-2006), D.U.I.G. Brăila (1937-1938), F.C. Brăila (1940-1946, 1975-1980), Metalul Brăila (1953-1956), Energia Brăila (1956-1957), Dinamo Brăila (1957-1958), Industria Sârmei Brăila (1958-1960), C.S.M. Brăila (1960-1962), Progresul Brăila (1962-1963, 1967-1975, 1980-1991), Laminorul Brăila (1963-1965), Constructorul Brăila (1965-1967), CF Brăila (2006-2015) y en 2015 volvió a su denominación original de Dacia Unirea Brăila.

## Jugadores

### Plantilla 2014/15
Actualizado el 31 de marzo de 2015

## Palmarés
Liga I:
- Campeón (0):, Mejor resultado: 6º en 1991-92

Liga II:
- Campeón (2): 1934-35, 1989-90
- Subcampeón (6): 1935-36, 1974-75, 1975-76, 1988-89, 1994-95, 1995-96

Liga III:
- Campeón (3): 1963-64, 2000-01, 2009-10
- Subcampeón (2): 1957-58, 1967-68

Copa de Rumania:
- Campeón (0):
- Subcampeón (1): 1992-93